# Station Dobiegniew
Station Dobiegniew is een spoorwegstation in de Poolse plaats Dobiegniew.